# 吉川浩貴
吉川 浩貴（よしかわ こうき、1996年4月4日 - ）は、ジャパンラグビーリーグワンNECグリーンロケッツ東葛に所属するラグビー選手。

## プロフィール
- 奈良県出身[1]。
- ポジションはスクラムハーフ(SH)。
- 身長 168 cm、体重 72 kg

## 略歴
2015年、御所実業高校卒業後、帝京大学に入る。なお御所実業高校時代、高校日本代表に選ばれたことがある。
2019年、帝京大学卒業後、NECグリーンロケッツ（現・NECグリーンロケッツ東葛）に加入。
2020年1月12日にジャパンラグビートップリーグ第1節宗像サニックスブルース戦に途中出場で公式戦初出場を果たす。